# Goldene Hausnummer
Die Goldene Hausnummer war eine von der Nationalen Front der DDR  getragene nichtstaatliche Auszeichnung  für Hausgemeinschaften, die bei der Pflege und Gestaltung ihres Hauses und Wohnumfeldes besonders gute Arbeit leisteten. Sie wurde in einigen größeren Städten im Rahmen eines Wettbewerbes vergeben. Die Gewinner des Wettbewerbes erhielten ein speziell angefertigtes Hausnummernschild.
Die Plakette wurde offenbar massenhaft vergeben. Allein von 1986 bis 1988 soll es in Dresden 700 solcher Auszeichnungen gegeben haben. Eine originale Goldene Hausnummer war 2019 im Platten-Museum von Mathias Körner in der Harthaer Straße 20 in Dresden-Gorbitz zu sehen.

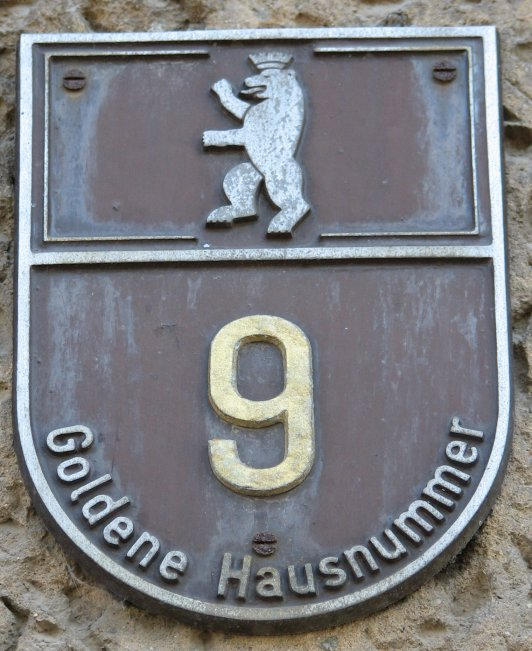
Goldene Hausnummer in Berlin
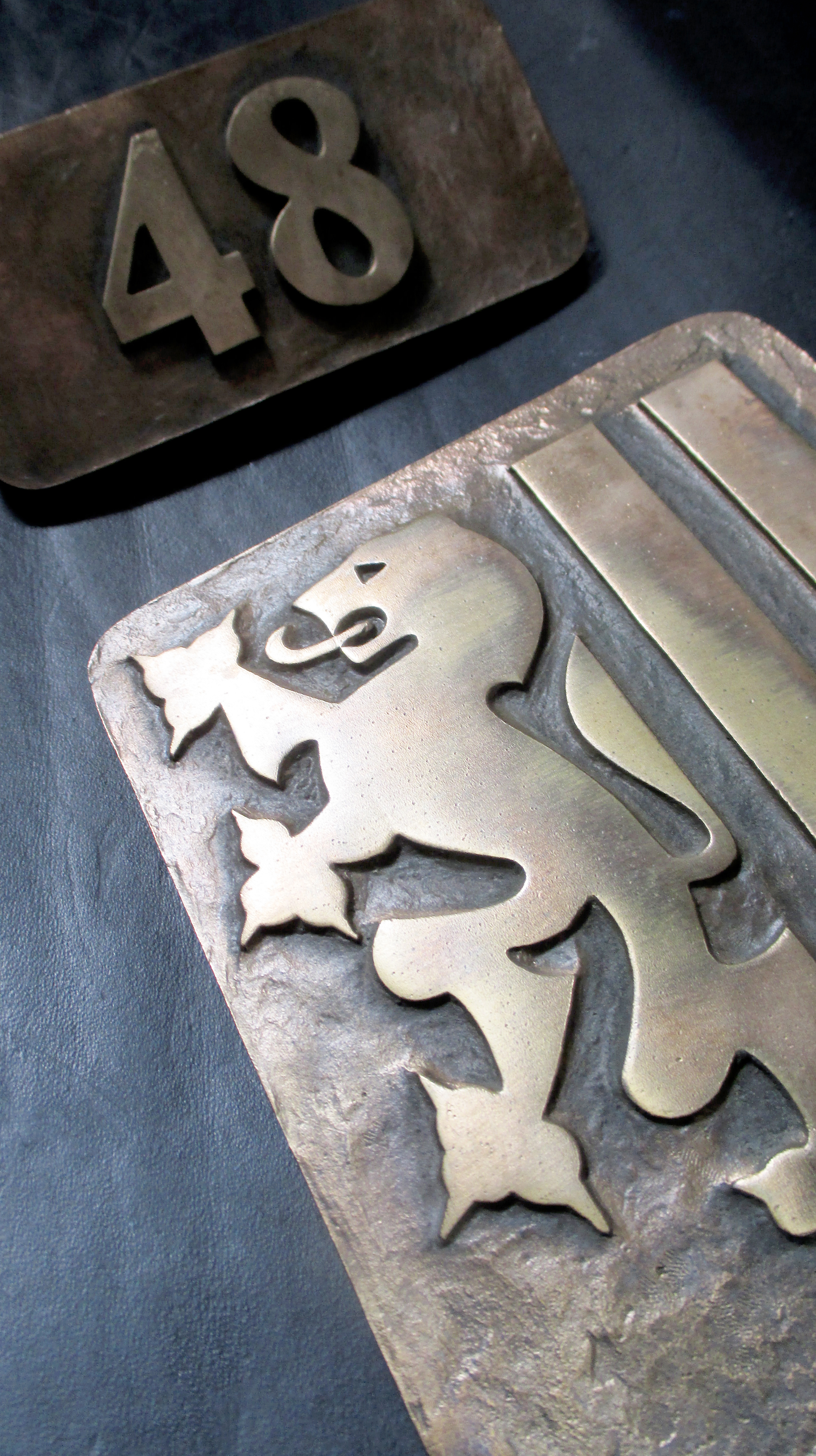
Goldene Hausnummer – Dresden
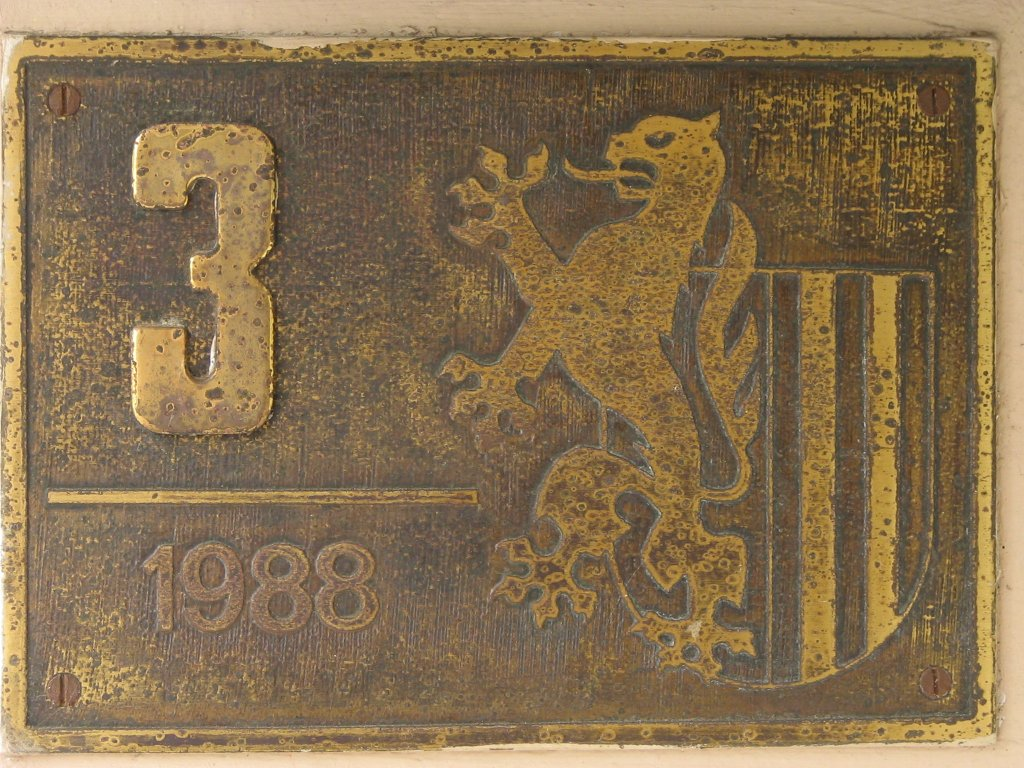
Goldene Hausnummer in der Jupp-Müller-Straße in Leipzig
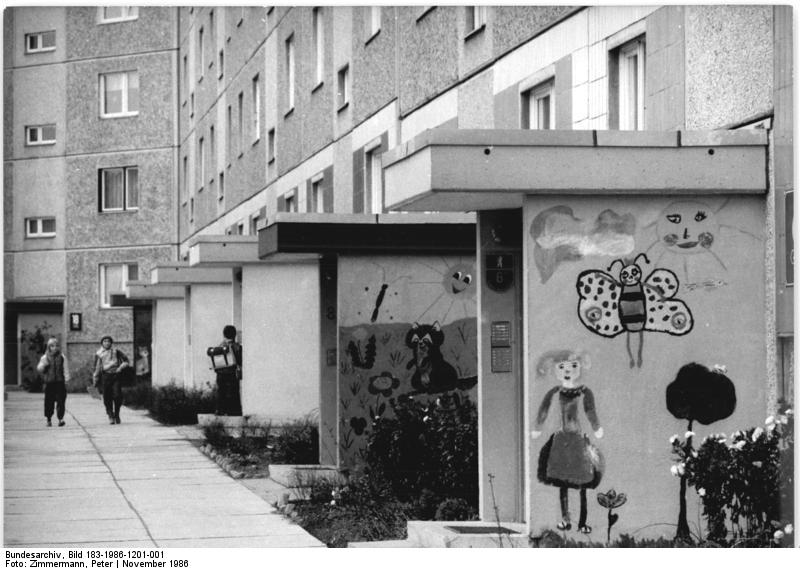
Goldene Hausnummer in Berlin-Hellersdorf (zu erkennen am vordersten Haus)